# WTA-toernooi van Charleston
Het WTA-toernooi van Charleston is een jaarlijks terugkerend tennistoernooi voor vrouwen dat wordt georganiseerd in de Amerikaanse stad Charleston (South Carolina). De officiële naam van het toernooi was gedurende 43 jaar Family Circle Cup – in 2016 werd deze naam vervangen door Volvo Car Open, hetgeen in 2022 weer werd opgevolgd door Credit One Charleston Open.
De WTA organiseert het toernooi dat in de categorie "Premier" / "WTA 500" valt en wordt gespeeld op grijze gravelbanen. In 2021 werden, behalve het WTA 500-toernooi, ook nog toernooien in de categorieën WTA 250 en WTA 125 gespeeld. Het WTA 125-toernooi kreeg tweemaal een vervolg in 2024.
Het toernooi is op verschillende locaties gespeeld:
- 1973–1974: op Hilton Head Island, South Carolina
- 1975–1976: op Amelia Island, Florida
- 1977–2000: op Hilton Head Island, South Carolina
- 2001–heden: in Charleston, South Carolina

## Meervoudig winnaressen enkelspel
| speelster           | aantal titels | in de jaren                 |
| ------------------- | ------------- | --------------------------- |
| Chris Evert         | 8             | 1974–1978, 1981, 1984, 1985 |
| Martina Navrátilová | 4             | 1982, 1983, 1988, 1990      |
| Steffi Graf         | 4             | 1986, 1987, 1989, 1993      |
| Serena Williams     | 3             | 2008, 2012, 2013            |
| Tracy Austin        | 2             | 1979, 1980                  |
| Gabriela Sabatini   | 2             | 1991, 1992                  |
| Conchita Martínez   | 2             | 1994, 1995                  |
| Martina Hingis      | 2             | 1997, 1999                  |
| Justine Henin       | 2             | 2003, 2005                  |

## Enkel- en dubbelspeltitel in één jaar
| speelster               | in het jaar            |
| ----------------------- | ---------------------- |
| Martina Navrátilová     | 1982, 1983, 1988, 1990 |
| Chris Evert             | 1977                   |
| Arantxa Sánchez Vicario | 1996                   |
| Martina Hingis          | 1997                   |

## Finales

### Enkelspel
| Datum      | Naam                                       | Cat.                                       | ($)                                        | Ondergrond                                 | Winnares                                   | Verliezend finaliste                       | Uitslag                                    |                                            |
| ---------- | ------------------------------------------ | ------------------------------------------ | ------------------------------------------ | ------------------------------------------ | ------------------------------------------ | ------------------------------------------ | ------------------------------------------ | ------------------------------------------ |
| 1973-04-30 | Family Circle Cup                          |                                            | 90.000                                     | gravel, buiten                             | Rosie Casals                               | Nancy Gunter                               | 3-6, 6-1, 7-5                              | details                                    |
| 1974-04-29 | Family Circle Cup                          |                                            | 100.000                                    | gravel, buiten                             | Chris Evert                                | Kerry Melville                             | 6-1, 6-3                                   | details                                    |
| 1975-04-21 | Family Circle Cup                          |                                            | 100.000                                    | gravel, buiten                             | Chris Evert                                | Martina Navrátilová                        | 7-5, 6-4                                   | details                                    |
| 1976-04-26 | Family Circle Cup                          |                                            | 110.000                                    | gravel, buiten                             | Chris Evert                                | Kerry Reid                                 | 6-2, 6-2                                   | details                                    |
| 1977-03-29 | Family Circle Cup                          |                                            | 110.000                                    | gravel, buiten                             | Chris Evert                                | Billie Jean King                           | 6-0, 6-1                                   | details                                    |
| 1978-04-10 | Family Circle Cup                          |                                            | 110.000                                    | gravel, buiten                             | Chris Evert                                | Kerry Reid                                 | 6-2, 6-0                                   | details                                    |
| 1979-04-10 | Family Circle Cup                          |                                            | 150.000                                    | gravel, buiten                             | Tracy Austin                               | Kerry Reid                                 | 7-6, 7-6                                   | details                                    |
| 1980-04-07 | Family Circle Cup                          |                                            | 150.000                                    | gravel, buiten                             | Tracy Austin                               | Regina Maršíková                           | 3-6, 6-1, 6-0                              | details                                    |
| 1981-04-06 | Family Circle Cup                          |                                            | 150.000                                    | gravel, buiten                             | Chris Evert                                | Pam Shriver                                | 6-3, 6-2                                   | details                                    |
| 1982-04-05 | Family Circle Cup                          |                                            | 150.000                                    | gravel, buiten                             | Martina Navrátilová                        | Andrea Jaeger                              | 6-4, 6-2                                   | details                                    |
| 1983-04-04 | Family Circle Cup                          |                                            | 200.000                                    | gravel, buiten                             | Martina Navrátilová                        | Tracy Austin                               | 5-7, 6-1, 6-0                              | details                                    |
| 1984-04-09 | Family Circle Cup                          |                                            | 200.000                                    | gravel, buiten                             | Chris Evert                                | Claudia Kohde-Kilsch                       | 6-2, 6-3                                   | details                                    |
| 1985-04-08 | Family Circle Cup                          |                                            | 200.000                                    | gravel, buiten                             | Chris Evert                                | Gabriela Sabatini                          | 6-4, 6-0                                   | details                                    |
| 1986-04-07 | Family Circle Cup                          |                                            | 200.000                                    | gravel, buiten                             | Steffi Graf                                | Chris Evert                                | 6-4, 7-5                                   | details                                    |
| 1987-04-06 | Family Circle Cup                          |                                            | 300.000                                    | gravel, buiten                             | Steffi Graf                                | Manuela Maleeva                            | 6-2, 4-6, 6-3                              | details                                    |
| 1988-04-04 | Family Circle Cup                          | Tier II                                    | 300.000                                    | gravel, buiten                             | Martina Navrátilová                        | Gabriela Sabatini                          | 6-1, 4-6, 6-4                              | details                                    |
| 1989-04-03 | Family Circle Cup                          | Tier II                                    | 300.000                                    | gravel, buiten                             | Steffi Graf                                | Natallja Zverava                           | 6-1, 6-1                                   | details                                    |
| 1990-04-02 | Family Circle Cup                          | Tier I                                     | 500.000                                    | gravel, buiten                             | Martina Navrátilová                        | Jennifer Capriati                          | 6-2, 6-4                                   | details                                    |
| 1991-04-01 | Family Circle Cup                          | Tier I                                     | 500.000                                    | gravel, buiten                             | Gabriela Sabatini                          | Leila Meschi                               | 6-1, 6-1                                   | details                                    |
| 1992-03-30 | Family Circle Cup                          | Tier I                                     | 550.000                                    | gravel, buiten                             | Gabriela Sabatini                          | Conchita Martínez                          | 6-1, 6-4                                   | details                                    |
| 1993-03-29 | Family Circle Cup                          | Tier I                                     | 750.000                                    | gravel, buiten                             | Steffi Graf                                | Arantxa Sánchez                            | 7-6, 6-1                                   | details                                    |
| 1994-03-28 | Family Circle Cup                          | Tier I                                     | 750.000                                    | gravel, buiten                             | Conchita Martínez                          | Natallja Zverava                           | 6-4, 6-0                                   | details                                    |
| 1995-03-27 | Family Circle Cup                          | Tier I                                     | 806.250                                    | gravel, buiten                             | Conchita Martínez                          | Magdalena Maleeva                          | 6-1, 6-1                                   | details                                    |
| 1996-04-01 | Family Circle Cup                          | Tier I                                     | 926.250                                    | gravel, buiten                             | Arantxa Sánchez                            | Barbara Paulus                             | 6-2, 2-6, 6-2                              | details                                    |
| 1997-03-31 | Family Circle Cup                          | Tier I                                     | 926.250                                    | gravel, buiten                             | Martina Hingis                             | Monica Seles                               | 3-6, 6-3, 7-6                              | details                                    |
| 1998-03-30 | Family Circle Cup                          | Tier I                                     | 926.250                                    | gravel, buiten                             | Amanda Coetzer                             | Irina Spîrlea                              | 6-3, 6-4                                   | details                                    |
| 1999-03-29 | Family Circle Cup                          | Tier I                                     | 1.050.000                                  | gravel, buiten                             | Martina Hingis                             | Anna Koernikova                            | 6-4, 6-3                                   | details                                    |
| 2000-04-17 | Family Circle Cup                          | Tier I                                     | 1.080.000                                  | gravel, buiten                             | Mary Pierce                                | Arantxa Sánchez                            | 6-1, 6-0                                   | details                                    |
| 2001-04-16 | Family Circle Cup                          | Tier I                                     | 1.188.000                                  | gravel, buiten                             | Jennifer Capriati                          | Martina Hingis                             | 6-0, 4-6, 6-4                              | details                                    |
| 2002-04-15 | Family Circle Cup                          | Tier I                                     | 1.224.000                                  | gravel, buiten                             | Iva Majoli                                 | Patty Schnyder                             | 7-6, 6-4                                   | details                                    |
| 2003-04-07 | Family Circle Cup                          | Tier I                                     | 1.300.000                                  | gravel, buiten                             | Justine Henin-Hardenne                     | Serena Williams                            | 6-3, 6-4                                   | details                                    |
| 2004-04-12 | Family Circle Cup                          | Tier I                                     | 1.300.000                                  | gravel, buiten                             | Venus Williams                             | Conchita Martínez                          | 2-6, 6-2, 6-1                              | details                                    |
| 2005-04-11 | Family Circle Cup                          | Tier I                                     | 1.300.000                                  | gravel, buiten                             | Justine Henin-Hardenne                     | Jelena Dementjeva                          | 7-5, 6-4                                   | details                                    |
| 2006-04-10 | Family Circle Cup                          | Tier I                                     | 1.340.000                                  | gravel, buiten                             | Nadja Petrova                              | Patty Schnyder                             | 6-3, 4-6, 6-1                              | details                                    |
| 2007-04-09 | Family Circle Cup                          | Tier I                                     | 1.340.000                                  | gravel, buiten                             | Jelena Janković                            | Dinara Safina                              | 6-2, 6-2                                   | details                                    |
| 2008-04-14 | Family Circle Cup                          | Tier I                                     | 1.340.000                                  | gravel, buiten                             | Serena Williams                            | Vera Zvonarjova                            | 6-4, 3-6, 6-3                              | details                                    |
| 2009-04-13 | Family Circle Cup                          | Premier                                    | 1.000.000                                  | gravel, buiten                             | Sabine Lisicki                             | Caroline Wozniacki                         | 6-2, 6-4                                   | details                                    |
| 2010-04-12 | Family Circle Cup                          | Premier                                    | 700.000                                    | gravel, buiten                             | Samantha Stosur                            | Vera Zvonarjova                            | 6-0, 6-3                                   | details                                    |
| 2011-04-04 | Family Circle Cup                          | Premier                                    | 721.000                                    | gravel, buiten                             | Caroline Wozniacki                         | Jelena Vesnina                             | 6-2, 6-3                                   | details                                    |
| 2012-04-02 | Family Circle Cup                          | Premier                                    | 740.000                                    | gravel, buiten                             | Serena Williams                            | Lucie Šafářová                             | 6-0, 6-1                                   | details                                    |
| 2013-04-01 | Family Circle Cup                          | Premier                                    | 795.707                                    | gravel, buiten                             | Serena Williams                            | Jelena Janković                            | 3-6, 6-0, 6-2                              | details                                    |
| 2014-03-31 | Family Circle Cup                          | Premier                                    | 710.000                                    | gravel, buiten                             | Andrea Petković                            | Jana Čepelová                              | 7-5, 6-2                                   | details                                    |
| 2015-04-06 | Family Circle Cup                          | Premier                                    | 731.000                                    | gravel, buiten                             | Angelique Kerber                           | Madison Keys                               | 6-2, 4-6, 7-5                              | details                                    |
| 2016-04-04 | Volvo Car Open                             | Premier                                    | 753.000                                    | gravel, buiten                             | Sloane Stephens                            | Jelena Vesnina                             | 7-6, 6-2                                   | details                                    |
| 2017-04-03 | Volvo Car Open                             | Premier                                    | 776.000                                    | gravel, buiten                             | Darja Kasatkina                            | Jeļena Ostapenko                           | 6-3, 6-1                                   | details                                    |
| 2018-04-02 | Volvo Car Open                             | Premier                                    | 800.000                                    | gravel, buiten                             | Kiki Bertens                               | Julia Görges                               | 6-2, 6-1                                   | details                                    |
| 2019-04-01 | Volvo Car Open                             | Premier                                    | 823.000                                    | gravel, buiten                             | Madison Keys                               | Caroline Wozniacki                         | 7-6, 6-3                                   | details                                    |
| 2020       | toernooi geannuleerd wegens coronapandemie | toernooi geannuleerd wegens coronapandemie | toernooi geannuleerd wegens coronapandemie | toernooi geannuleerd wegens coronapandemie | toernooi geannuleerd wegens coronapandemie | toernooi geannuleerd wegens coronapandemie | toernooi geannuleerd wegens coronapandemie | toernooi geannuleerd wegens coronapandemie |
| 2021-04-05 | Volvo Car Open                             | WTA 500                                    | 565.530                                    | gravel, buiten                             | Veronika Koedermetova                      | Danka Kovinić                              | 6-4, 6-2                                   | details                                    |
| 2021-04-12 | Musc Health Women's Open                   | WTA 250                                    | 235.238                                    | gravel, buiten                             | Astra Sharma                               | Ons Jabeur                                 | 2-6, 7-5, 6-1                              | details                                    |
| 2021-07-26 | LTP Women's Open                           | WTA 125                                    | 115.000                                    | gravel, buiten                             | Varvara Lepchenko                          | Jamie Loeb                                 | 7-6, 4-6, 6-4                              | details                                    |
| 2022-04-04 | Credit One Charleston Open                 | WTA 500                                    | 899.500                                    | gravel, buiten                             | Belinda Bencic                             | Ons Jabeur                                 | 6-1, 5-7, 6-4                              | details                                    |
| 2023-04-03 | Credit One Charleston Open                 | WTA 500                                    | 780.637                                    | gravel, buiten                             | Ons Jabeur                                 | Belinda Bencic                             | 7-6, 6-4                                   | details                                    |
| 2024-03-11 | Fifth Third Charleston 125                 | WTA 125                                    | 115.000                                    | hardcourt, buiten                          | Elisabetta Cocciaretto                     | Diana Sjnajder                             | 6-3, 6-2                                   | details                                    |
| 2024-04-01 | Credit One Charleston Open                 | WTA 500                                    | 922.573                                    | gravel, buiten                             | Danielle Collins                           | Darja Kasatkina                            | 6-2, 6-1                                   | details                                    |
| 2024-11-18 | Fifth Third Charleston 125                 | WTA 125                                    | 115.000                                    | gravel, buiten                             | Renata Zarazúa                             | Hanna Chang                                | 6-1, 7-6                                   | details                                    |
| 2025-03-31 | Credit One Charleston Open                 | WTA 500                                    | 1.064.510                                  | gravel, buiten                             | Jessica Pegula                             | Sofia Kenin                                | 6-3, 7-5                                   | details                                    |

### Dubbelspel
| Datum      | Naam                                       | Cat.                                       | ($)                                        | Ondergrond                                 | Winnaressen                                | Verliezend finalistes                      | Uitslag                                    |                                            |
| ---------- | ------------------------------------------ | ------------------------------------------ | ------------------------------------------ | ------------------------------------------ | ------------------------------------------ | ------------------------------------------ | ------------------------------------------ | ------------------------------------------ |
| 1973-04-30 | Family Circle Cup                          |                                            | 90.000                                     | gravel, buiten                             | Françoise Dürr Betty Stöve                 | Rosie Casals Billie Jean King              | 3-6, 6-4, 6-3                              | details                                    |
| 1974-04-29 | Family Circle Cup                          |                                            | 100.000                                    | gravel, buiten                             | Rosie Casals Olga Morozova                 | Helen Gourlay Karen Krantzcke              | 6-2, 6-1                                   | details                                    |
| 1975-04-21 | Family Circle Cup                          |                                            | 100.000                                    | gravel, buiten                             | Evonne Goolagong Virginia Wade             | Rosie Casals Olga Morozova                 | 4-6, 6-4, 6-2                              | details                                    |
| 1976-04-26 | Family Circle Cup                          |                                            | 110.000                                    | gravel, buiten                             | Delina Boshoff Ilana Kloss                 | Kathy Kuykendall Valerie Ziegenfuss        | 6-3, 6-2                                   | details                                    |
| 1977-03-29 | Family Circle Cup                          |                                            | 110.000                                    | gravel, buiten                             | Rosie Casals Chris Evert                   | Françoise Dürr Virginia Wade               | 6-4, 6-2                                   | details                                    |
| 1978-04-10 | Family Circle Cup                          |                                            | 110.000                                    | gravel, buiten                             | Billie Jean King Martina Navrátilová       | Mona Guerrant Greer Stevens                | 6-3, 7-5                                   | details                                    |
| 1979-04-10 | Family Circle Cup                          |                                            | 150.000                                    | gravel, buiten                             | Rosie Casals Martina Navrátilová           | Françoise Dürr Betty Stöve                 | 6-4, 7-5                                   | details                                    |
| 1980-04-07 | Family Circle Cup                          |                                            | 150.000                                    | gravel, buiten                             | Kathy Jordan Anne Smith                    | Candy Reynolds Paula Smith                 | 6-2, 6-1                                   | details                                    |
| 1981-04-06 | Family Circle Cup                          |                                            | 150.000                                    | gravel, buiten                             | Rosie Casals Wendy Turnbull                | Mima Jaušovec Pam Shriver                  | 7-5, 7-5                                   | details                                    |
| 1982-04-05 | Family Circle Cup                          |                                            | 150.000                                    | gravel, buiten                             | Martina Navrátilová Pam Shriver            | JoAnne Russell Virginia Ruzici             | 6-1, 6-2                                   | details                                    |
| 1983-04-04 | Family Circle Cup                          |                                            | 200.000                                    | gravel, buiten                             | Martina Navrátilová Candy Reynolds         | Andrea Jaeger Paula Smith                  | 6-2, 6-3                                   | details                                    |
| 1984-04-09 | Family Circle Cup                          |                                            | 200.000                                    | gravel, buiten                             | Claudia Kohde-Kilsch Hana Mandlíková       | Anne Hobbs Sharon Walsh                    | 7-5, 6-2                                   | details                                    |
| 1985-04-08 | Family Circle Cup                          |                                            | 200.000                                    | gravel, buiten                             | Rosalyn Fairbank Pam Shriver               | Svetlana Parchomenko Larisa Neiland        | 6-4, 6-1                                   | details                                    |
| 1986-04-07 | Family Circle Cup                          |                                            | 200.000                                    | gravel, buiten                             | Chris Evert Anne White                     | Steffi Graf Catherine Tanvier              | 6-3, 6-3                                   | details                                    |
| 1987-04-06 | Family Circle Cup                          |                                            | 300.000                                    | gravel, buiten                             | Mercedes Paz Eva Pfaff                     | Zina Garrison Lori McNeil                  | 7-6, 7-5                                   | details                                    |
| 1988-04-04 | Family Circle Cup                          | Tier II                                    | 300.000                                    | gravel, buiten                             | Lori McNeil Martina Navrátilová            | Claudia Kohde-Kilsch Gabriela Sabatini     | 6-2, 2-6, 6-3                              | details                                    |
| 1989-04-03 | Family Circle Cup                          | Tier II                                    | 300.000                                    | gravel, buiten                             | Hana Mandlíková Martina Navrátilová        | Mary-Lou Daniels Wendy White               | 6-4, 6-1                                   | details                                    |
| 1990-04-02 | Family Circle Cup                          | Tier I                                     | 500.000                                    | gravel, buiten                             | Martina Navrátilová Arantxa Sánchez        | Mercedes Paz Natallja Zverava              | 6-2, 6-1                                   | details                                    |
| 1991-04-01 | Family Circle Cup                          | Tier I                                     | 500.000                                    | gravel, buiten                             | Claudia Kohde-Kilsch Natallja Zverava      | Mary-Lou Daniels Lise Gregory              | 6-4, 6-0                                   | details                                    |
| 1992-03-30 | Family Circle Cup                          | Tier I                                     | 550.000                                    | gravel, buiten                             | Arantxa Sánchez Natallja Zverava           | Jana Novotná Larisa Neiland                | 6-4, 6-2                                   | details                                    |
| 1993-03-29 | Family Circle Cup                          | Tier I                                     | 750.000                                    | gravel, buiten                             | Gigi Fernández Natallja Zverava            | Katrina Adams Manon Bollegraf              | 6-3, 6-1                                   | details                                    |
| 1994-03-28 | Family Circle Cup                          | Tier I                                     | 750.000                                    | gravel, buiten                             | Lori McNeil Arantxa Sánchez                | Gigi Fernández Natallja Zverava            | 6-4, 4-1 opg.                              | details                                    |
| 1995-03-27 | Family Circle Cup                          | Tier I                                     | 806.250                                    | gravel, buiten                             | Nicole Arendt Manon Bollegraf              | Gigi Fernández Natallja Zverava            | 0-6, 6-3, 6-4                              | details                                    |
| 1996-04-01 | Family Circle Cup                          | Tier I                                     | 926.250                                    | gravel, buiten                             | Jana Novotná Arantxa Sánchez               | Gigi Fernández Mary Joe Fernandez          | 6-2, 6-3                                   | details                                    |
| 1997-03-31 | Family Circle Cup                          | Tier I                                     | 926.250                                    | gravel, buiten                             | Mary Joe Fernandez Martina Hingis          | Lindsay Davenport Jana Novotná             | 7-5, 4-6, 6-1                              | details                                    |
| 1998-03-30 | Family Circle Cup                          | Tier I                                     | 926.250                                    | gravel, buiten                             | Conchita Martínez Patricia Tarabini        | Lisa Raymond Rennae Stubbs                 | 3-6, 6-4, 6-4                              | details                                    |
| 1999-03-29 | Family Circle Cup                          | Tier I                                     | 1.050.000                                  | gravel, buiten                             | Jelena Lichovtseva Jana Novotná            | Barbara Schett Patty Schnyder              | 6-1, 6-4                                   | details                                    |
| 2000-04-17 | Family Circle Cup                          | Tier I                                     | 1.080.000                                  | gravel, buiten                             | Virginia Ruano Pascual Paola Suárez        | Conchita Martínez Patricia Tarabini        | 7-5, 6-3                                   | details                                    |
| 2001-04-16 | Family Circle Cup                          | Tier I                                     | 1.188.000                                  | gravel, buiten                             | Lisa Raymond Rennae Stubbs                 | Virginia Ruano Pascual Paola Suárez        | 5-7, 7-6, 6-3                              | details                                    |
| 2002-04-15 | Family Circle Cup                          | Tier I                                     | 1.224.000                                  | gravel, buiten                             | Lisa Raymond Rennae Stubbs                 | Alexandra Fusai Caroline Vis               | 6-4, 3-6, 7-6                              | details                                    |
| 2003-04-07 | Family Circle Cup                          | Tier I                                     | 1.300.000                                  | gravel, buiten                             | Virginia Ruano Pascual Paola Suárez        | Janette Husárová Conchita Martínez         | 6-0, 6-3                                   | details                                    |
| 2004-04-12 | Family Circle Cup                          | Tier I                                     | 1.300.000                                  | gravel, buiten                             | Virginia Ruano Pascual Paola Suárez        | Martina Navrátilová Lisa Raymond           | 6-4, 6-1                                   | details                                    |
| 2005-04-11 | Family Circle Cup                          | Tier I                                     | 1.300.000                                  | gravel, buiten                             | Conchita Martínez Virginia Ruano Pascual   | Iveta Benešová Květa Peschke               | 6-1, 6-4                                   | details                                    |
| 2006-04-10 | Family Circle Cup                          | Tier I                                     | 1.340.000                                  | gravel, buiten                             | Lisa Raymond Samantha Stosur               | Virginia Ruano Pascual Meg Shaughnessy     | 3-6, 6-1, 6-1                              | details                                    |
| 2007-04-09 | Family Circle Cup                          | Tier I                                     | 1.340.000                                  | gravel, buiten                             | Yan Zi Zheng Jie                           | Peng Shuai Sun Tiantian                    | 7-5, 6-0                                   | details                                    |
| 2008-04-14 | Family Circle Cup                          | Tier I                                     | 1.340.000                                  | gravel, buiten                             | Katarina Srebotnik Ai Sugiyama             | Edina Gallovits Volha Havartsova           | 6-2, 6-2                                   | details                                    |
| 2009-04-13 | Family Circle Cup                          | Premier                                    | 1.000.000                                  | gravel, buiten                             | Bethanie Mattek-Sands Nadja Petrova        | Līga Dekmeijere Patty Schnyder             | 6-7, 6-2, [11-9]                           | details                                    |
| 2010-04-12 | Family Circle Cup                          | Premier                                    | 700.000                                    | gravel, buiten                             | Liezel Huber Nadja Petrova                 | Vania King Michaëlla Krajicek              | 6-3, 6-4                                   | details                                    |
| 2011-04-04 | Family Circle Cup                          | Premier                                    | 721.000                                    | gravel, buiten                             | Sania Mirza Jelena Vesnina                 | Bethanie Mattek-Sands Meghann Shaughnessy  | 6-4, 6-4                                   | details                                    |
| 2012-04-02 | Family Circle Cup                          | Premier                                    | 740.000                                    | gravel, buiten                             | Anastasija Pavljoetsjenkova Lucie Šafářová | Anabel Medina Garrigues Jaroslava Sjvedova | 5-7, 6-4, [10-6]                           | details                                    |
| 2013-04-01 | Family Circle Cup                          | Premier                                    | 795.707                                    | gravel, buiten                             | Kristina Mladenovic Lucie Šafářová         | Andrea Hlaváčková Liezel Huber             | 6-3, 7-6                                   | details                                    |
| 2014-03-31 | Family Circle Cup                          | Premier                                    | 710.000                                    | gravel, buiten                             | Anabel Medina Garrigues Jaroslava Sjvedova | Chan Hao-ching Chan Yung-jan               | 7-6, 6-2                                   | details                                    |
| 2015-04-06 | Family Circle Cup                          | Premier                                    | 731.000                                    | gravel, buiten                             | Martina Hingis Sania Mirza                 | Casey Dellacqua Darija Jurak               | 6-0, 6-4                                   | details                                    |
| 2016-04-04 | Volvo Car Open                             | Premier                                    | 753.000                                    | gravel, buiten                             | Caroline Garcia Kristina Mladenovic        | Bethanie Mattek-Sands Lucie Šafářová       | 6-2, 7-5                                   | details                                    |
| 2017-04-03 | Volvo Car Open                             | Premier                                    | 776.000                                    | gravel, buiten                             | Bethanie Mattek-Sands Lucie Šafářová       | Lucie Hradecká Kateřina Siniaková          | 6-1, 4-6, [10-7]                           | details                                    |
| 2018-04-02 | Volvo Car Open                             | Premier                                    | 800.000                                    | gravel, buiten                             | Alla Koedrjavtseva Katarina Srebotnik      | Andreja Klepač María José Martínez Sánchez | 6-3, 6-3                                   | details                                    |
| 2019-04-01 | Volvo Car Open                             | Premier                                    | 823.000                                    | gravel, buiten                             | Anna-Lena Grönefeld Alicja Rosolska        | Irina Chromatsjova Veronika Koedermetova   | 7-6, 6-2                                   | details                                    |
| 2020       | toernooi geannuleerd wegens coronapandemie | toernooi geannuleerd wegens coronapandemie | toernooi geannuleerd wegens coronapandemie | toernooi geannuleerd wegens coronapandemie | toernooi geannuleerd wegens coronapandemie | toernooi geannuleerd wegens coronapandemie | toernooi geannuleerd wegens coronapandemie | toernooi geannuleerd wegens coronapandemie |
| 2021-04-05 | Volvo Car Open                             | WTA 500                                    | 565.530                                    | gravel, buiten                             | Nicole Melichar Demi Schuurs               | Marie Bouzková Lucie Hradecká              | 6-2, 6-4                                   | details                                    |
| 2021-04-12 | Musc Health Women's Open                   | WTA 250                                    | 235.238                                    | gravel, buiten                             | Hailey Baptiste Caty McNally               | Ellen Perez Storm Sanders                  | 6-7, 6-4, [10-6]                           | details                                    |
| 2021-07-26 | LTP Women's Open                           | WTA 125                                    | 115.000                                    | gravel, buiten                             | Liang En-shuo Rebecca Marino               | Erin Routliffe Aldila Sutjiadi             | 5-7, 7-5, [10-7]                           | details                                    |
| 2022-04-04 | Credit One Charleston Open                 | WTA 500                                    | 899.500                                    | gravel, buiten                             | Andreja Klepač Magda Linette               | Lucie Hradecká Sania Mirza                 | 6-2, 4-6, [10-7]                           | details                                    |
| 2023-04-03 | Credit One Charleston Open                 | WTA 500                                    | 780.637                                    | gravel, buiten                             | Danielle Collins Desirae Krawczyk          | Giuliana Olmos Ena Shibahara               | 0-6, 6-4, [14-12]                          | details                                    |
| 2024-03-11 | Fifth Third Charleston 125                 | WTA 125                                    | 115.000                                    | hardcourt, buiten                          | Olivia Gadecki Olivia Nicholls             | Sara Errani Tereza Mihalíková              | 6-2, 6-1                                   | details                                    |
| 2024-04-01 | Credit One Charleston Open                 | WTA 500                                    | 922.573                                    | gravel, buiten                             | Ashlyn Krueger Sloane Stephens             | Ljoedmyla Kitsjenok Nadija Kitsjenok       | 1-6, 6-3, [10-7]                           | details                                    |
| 2024-11-18 | Fifth Third Charleston 125                 | WTA 125                                    | 115.000                                    | gravel, buiten                             | Nuria Brancaccio Leyre Romero Gormaz       | Kayla Cross Liv Hovde                      | 7-6, 6-2                                   | details                                    |
| 2025-03-31 | Credit One Charleston Open                 | WTA 500                                    | 1.064.510                                  | gravel, buiten                             | Jeļena Ostapenko Erin Routliffe            | Caroline Dolehide Desirae Krawczyk         | 6-4, 6-2                                   | details                                    |